# Ndam
Ndam  è un comune del Ciad situato nel dipartimento di Manga, provincia di Tandjilé.